# エドウィン・エスコバー
- エドウィン・エスコバル

エドウィン・ホセ・エスコバー・エルナンデス（Edwin Jose Escobar Hernandez, 1992年4月22日 - ）は、ベネズエラのラ・グアイラ州出身のプロ野球選手（投手）。左投左打。メキシカンリーグのユカタン・ライオンズ所属。
左投手によるNPB公式戦での最高球速記録を何度も樹立しており、2021年には163km/hを記録した（詳細後述）。

## 経歴

### プロ入り前
元野球選手の父を筆頭にベネズエラでも屈指の野球一家に生まれ、3歳で野球を始める。野球を始めた当初は外野や一塁も守っていたが、当時MLBで活躍していた従兄弟のケルビム・エスコバーに憧れ、10代前半から投手に専念するようになる。

### プロ入りとレンジャーズ傘下時代
2008年7月2日にテキサス・レンジャーズと契約。
2009年、ルーキー級アリゾナリーグ・レンジャーズでプロデビュー。13試合に登板し、2勝5敗、防御率5.00だった。

### ジャイアンツ傘下時代
2010年4月1日にベン・スナイダーとのトレードで、サンフランシスコ・ジャイアンツへ移籍した。移籍後はA-級セイラムカイザー・ボルケーノズで14試合に登板し、2勝4敗・防御率4.86だった。
2011年はA級オーガスタ・グリーンジャケッツで開幕を迎え、4試合に出場したが、4月24日に左手の故障で離脱。6月にルーキー級アリゾナリーグで復帰。15試合に登板し、2勝4敗・防御率5.09だった。
2012年はA級オーガスタで22試合に登板し、7勝8敗、防御率2.96だった。オフの11月20日にジャイアンツとメジャー契約を結び、40人枠入りした。
2013年3月15日にA+級サンノゼ・ジャイアンツへ異動し、そのまま開幕を迎えた。A+級サンノゼでは16試合に登板し、3勝4敗・防御率2.89だった。7月にAA級リッチモンド・フライングスクウォーレルズへ昇格。AA級リッチモンドでは10試合に登板し、5勝4敗・防御率2.67だった。
2014年3月18日にAAA級フレズノ・グリズリーズへ異動した。開幕後はAAA級フレズノで20試合に登板し、3勝8敗・防御率5.11だった。7月にはフューチャーズゲームに選出された。

### レッドソックス時代
2014年7月26日にジェイク・ピービーとのトレードで、ヒース・ヘンブリーと共にボストン・レッドソックスへ移籍。同日にAAA級ポータケット・レッドソックスへ異動した。AAA級ポータケットで2試合に登板後、8月10日にメジャーへ昇格。親子2代にわたる昇格を果たしたが、登板機会のないまま、翌11日にAAA級ポータケットへ降格した。8月27日に再び昇格すると、同日のトロント・ブルージェイズ戦で、3点ビハインドの8回裏からメジャーリーグデビュー。1イニングを無安打無失点に抑えた。翌28日に、AAA級ポータケットへ再び降格。9月17日に3度目の昇格を果たしたが、1試合の登板でシーズンを終えた。MLBの公式戦には、救援で通算2試合に登板。防御率4.50を記録した。
2015年にはMLB公式戦への登板機会がなく、2016年4月20日に球団から戦力外を宣告された。

### ダイヤモンドバックス時代
2016年4月29日にウェイバー公示を経てアリゾナ・ダイヤモンドバックスへ移籍した。移籍後はローテーションに入り、2試合に先発したが、結果を残せず中継ぎに回った。

### インディアンス時代
2016年11月18日にウェイバー公示を経てクリーブランド・インディアンスヘ移籍した。2017年1月10日に自由契約となった。

### 日本ハム時代
2017年1月11日に、北海道日本ハムファイターズへの入団契約に合意したことが発表された。背番号は42。
レギュラーシーズンでは、4月2日に埼玉西武ライオンズとの開幕カード第3戦（札幌ドーム）で、先発投手として一軍公式戦デビュー。しかし、4回1/3を投げて5失点で敗戦投手になると、およそ1か月間の二軍調整を余儀なくされた。5月中旬から、救援要員として一軍に復帰。5月14日の対千葉ロッテマリーンズ戦（東京ドーム）では、先発投手のルイス・メンドーサが5回表二死に球審の秋村謙宏から危険球宣告を受けて退場したことに伴って緊急登板し、打者2人から3球で一死を取って降板した。その後チームが勝ち越したことにより、一軍初勝利を挙げた。しかし、以降はヤディル・ドレイクの加入などもあり、外国人枠との兼ね合いで7月3日に出場選手登録を抹消された。結局、パシフィック・リーグの公式戦には14試合に登板。先発登板は前述の1試合のみで、1勝2敗、防御率5.64という成績を残した。

### DeNA時代

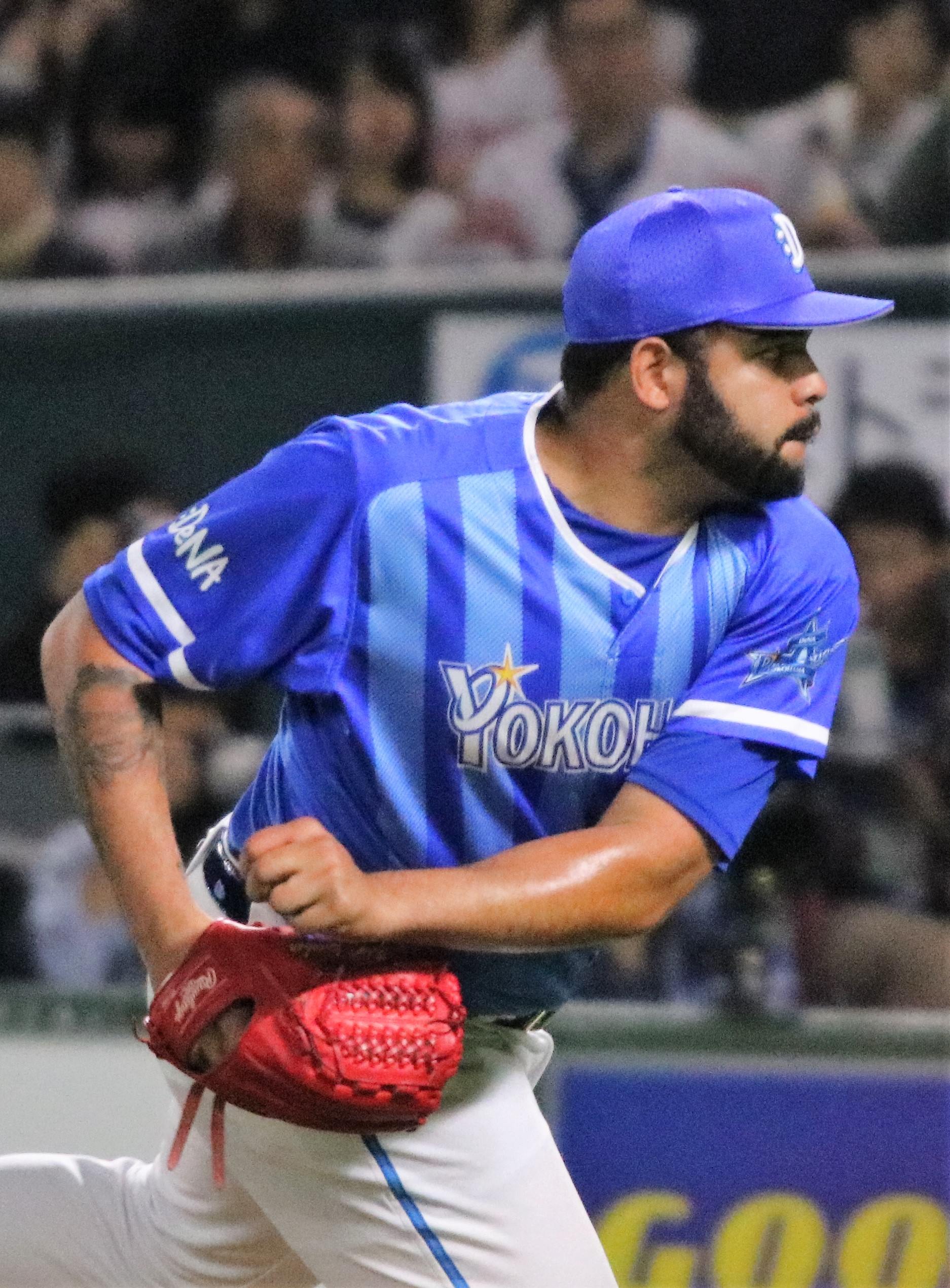
2017年10月29日、福岡ヤフオク!ドームにて
（日本シリーズ第2戦）

2017年7月6日に、黒羽根利規とのトレードにより横浜DeNAベイスターズへ移籍することが発表された。背番号は62。NPBの球団と契約した外国人選手が、契約1年目のシーズン中に、トレードでNPBの他球団へ移籍するのは史上初の事例である。新外国人選手のトレードがシーズン中に成立した背景には、捕手に故障者が相次いでいる日本ハム側の事情に「好調でありながら一軍公式戦への出場機会に恵まれないエスコバー・黒羽根に活躍の場を与える」という双方の目的が重なったことが挙げられる。DeNAでは当初金銭との交換による黒羽根の移籍を求めたとされているが、一軍の左腕救援陣の層が薄いことから、ロングリリーフもこなせるエスコバーとのトレードに落ち着いた。
移籍後は、7月8日の対中日戦（ナゴヤドーム）8回裏にセントラル・リーグ公式戦へ初登板。7月12日の対広島東洋カープ戦（MAZDA Zoom-Zoom スタジアム広島）では、先発の濵口遥大が左肩の違和感を訴えて3回表で降板したため、4回表から急遽登板すると3イニングを無失点に抑えた。その後も救援で4試合に登板したが、先発への再転向を視野に7月下旬から二軍で調整すると、8月6日の対広島戦（横浜スタジアム）から先発投手として一軍へ復帰。しかし、この試合で移籍後初黒星を喫すると、以降の公式戦ではセットアッパー格の救援投手として登板を重ねていた。8月23日の対広島戦（横浜）では、同点で迎えた延長10回表からの登板で1イニングを無失点に抑えた後に、その裏のチームのサヨナラ勝ちによって移籍後初勝利。NPBの同一シーズンにセ・パ両リーグの公式戦で勝利を記録した投手は、2004年の田中充以来13年ぶりであった。結局、レギュラーシーズンの一軍公式戦では、日本ハム時代より多い27試合の登板でチームの2年連続クライマックスシリーズ（CS）進出に貢献した。ポストシーズンでは、監督のアレックス・ラミレスによる小刻みな継投策の下で、ワンポイント・リリーフからロング・リリーフまで幅広く起用。CS全体で8試合中5試合、福岡ソフトバンクホークスとの日本シリーズで6試合中4試合に登板した。11月4日の日本シリーズ第6戦（福岡ヤフオク!ドーム）では、同点で迎えた延長10回裏から登板したが、11回裏に2連続与四球で一死一・二塁のピンチを招いて降板。代わった三上朋也が二死一・二塁から川島慶三にサヨナラ安打を打たれて敗戦投手となり、チームは19年ぶりのシリーズ制覇を逃した。11月17日には、翌年も1年契約でチームに残留することが発表された。
2018年は、公式戦の開幕から一軍のセットアッパーに定着。外国人枠との兼ね合いで一軍と二軍を往復しながらも、一軍公式戦53試合の登板で、4勝3敗13ホールド、防御率3.57を記録した。シーズン終了後の11月17日には、翌年も1年契約でチームに残留することが発表された。
2019年は、6月9日の対西武戦（横浜）でストレートを連投したところ、160km/hもの球速が2度にわたって計測された。この球速は、NPBの公式戦へ登板した左投手としては、当時の最速タイ記録に当たる。レギュラーシーズンでセ・リーグトップの74試合に登板。33ホールド、38ホールドポイント（33ホールド+5救援勝利、いずれもチームトップでリーグ3位）、防御率2.51という好成績で、チームのシーズン2位と2年ぶりCS進出に大きく貢献した。阪神とのCSファーストステージ（横浜）でも、全3試合に登板した。最大で3試合実施されるファーストステージで、1人の投手が同一シーズンに2敗を記録した事例はエスコバーが初めてだったが、チームは1勝2敗でステージ敗退に至った。11月18日に、推定年俸1億6000万円（前年から6500万円増）という条件で、2021年までの2年契約を球団と締結。
2020年は、一軍公式戦でチーム2位の56試合に登板。1勝4敗と負け越しながらも、リーグ10位の17ホールド、防御率2.33を記録した。この年で2年契約の1年目を終えたことから、シーズン終了後に現状維持の条件で契約を更改。
2021年は、2年契約の2年目にもかかわらず、春季キャンプやオープン戦に参加できなかった。前年の春季キャンプ直前（1月下旬）から新型コロナウイルスへの感染が世界中で拡大していることを背景に、日本政府が感染拡大防止策の一環で外国人の入国制限を講じていることによるもので、この年に球団と契約していた他の外国人9選手も同様の事情でレギュラーシーズンの開幕に出遅れた。エスコバー自身は、球団の外国人選手としては最も遅く、開幕直後の4月3日に来日。入国の条件であるPCR検査での陰性判定や2週間の隔離などを経て、4月20日から一軍へ合流した。合流後は、前年までと同様に、セットアッパーとして公式戦へ頻繁に登板。6月13日に札幌ドームで催された古巣・日本ハムとの交流戦にも登板すると、8回裏に西川遥輝へ投じたストレートが163km/hと計測されたことによって、2019年に自身が樹立した左投手としての公式戦最高球速記録を更新した。この球速は、右投手を含めても、計測の時点でNPB歴代2位タイ記録に相当する。7月7日の対広島戦（マツダスタジアム）7回裏の登板で一死を取ったことによって、DeNAへ入団してからの一軍公式戦通算投球イニングが250回に到達。DeNAの外国人投手では（前身球団を含めて）5人目の記録だが、左投手および、中継ぎ登板のみでの到達はエスコバーが初めてである。最終的にはチームトップの61試合に登板して4勝4敗1セーブ　リーグ4位の32ホールド、防御率3.38を記録した。シーズン終了後に2023年までの2年推定4億円の契約を結んだ。
2022年は、春季キャンプ初日からチームに合流。開幕からセットアッパーとして登板を続け、5月12日の巨人戦でNPB通算300登板を達成する。6月9日の日本ハム戦（札幌）で、同点の7回二死の場面から登板すると、8回に勝ち越して勝利投手となり、球団の外国人投手としてはギジェルモ・モスコーソが持つ通算17勝に並んだ。6月19日の阪神戦（甲子園）で、7回から3番手として登板し犠牲フライを打たれ同点とされるも、8回に勝ち越して勝利投手となり球団最多外国人勝利数となった。伊勢大夢、山﨑康晃と勝ちパターンの一角として活躍。伊勢に次ぐセ・リーグ2位の70試合に登板し、球団歴代2位の34ホールドを記録。前年自己ベストを記録した四死球率が大きく悪化し、WHIPは高めだったものの、防御率は2.42と安定しチームの2位躍進に貢献した。
2023年は、5月5日のヤクルト戦（神宮）で1つもアウトを取れずに3失点で降板するなど、9試合に登板し、0勝0敗、防御率15.63、直近5試合では計9失点と不調で、翌6日に二軍降格となった。それでも6月11日に再昇格して以降は復調し、最終的には40試合に登板し、2勝1敗11ホールド、防御率4.55でシーズンを終えた。オフには球団と残留交渉を行ったが、エスコバーが他球団の評価に関心を示したため、ウェイバー公示され、11月6日に自由契約公示された。なお、引き続き球団とは残留交渉を行うことが報道されていた。

### カブス傘下時代
2023年11月29日にシカゴ・カブスとマイナー契約を結び、招待選手としてキャンプに参加したが昇格は無く、2024年7月18日にオプトアウトを行使して自ら退団した。3Aでは31試合に登板し、5勝2敗3ホールド、防御率4.86だった

### メキシカンリーグ時代
2024年7月22日、メキシカンリーグのモンテレイ・サルタンズに入団した。

### オイシックス時代
2025年3月8日にオイシックス新潟アルビレックス・ベースボール・クラブが契約合意を発表したが、約2か月後の5月11日付でエスコバー側からの申し入れにより退団となった。オイシックスでは、16試合に登板して0勝1敗、防御率5.28という成績を残した。
公式発表では退団理由に「家族のそばでプレーすること」を挙げた一方、自身のSNSでは「将来日本に戻ってきます」「メキシコのリーグで投げ、日本のスカウトがそこで私の投球を見ることになるでしょう」とも語っている。

### メキシカンリーグ時代
2025年5月16日、メキシカンリーグに参加しているユカタン・ライオンズと契約したと発表される。

## 選手としての特徴

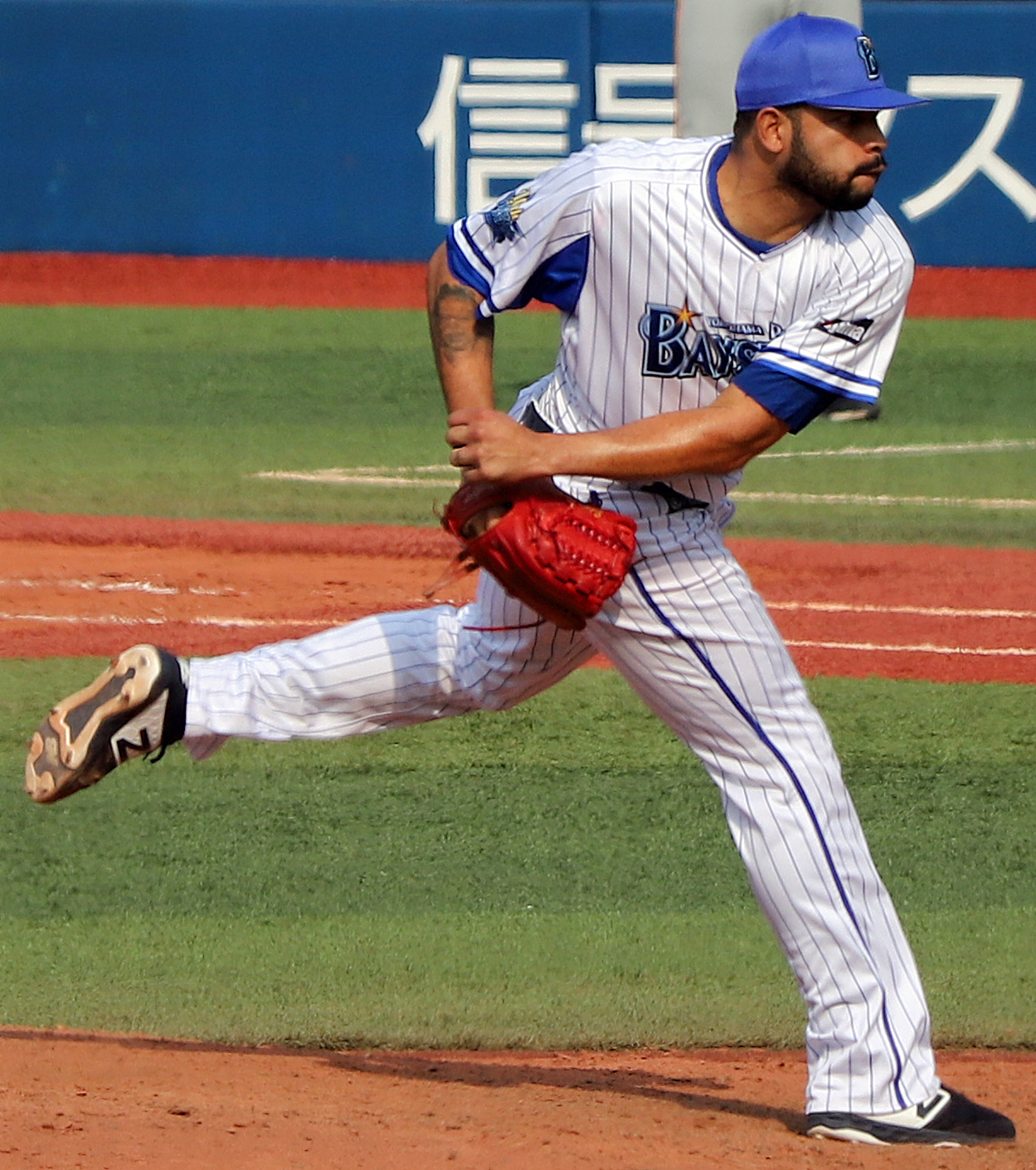
2019年4月7日、横浜スタジアムにて

投球フォームはDeNA移籍後、腕の位置を下げ、スリークォーターになっていたが、2023年シーズン中から腕の位置が更に下がり、サイドスローに近くなっている。
左腕から繰り出す平均球速約154km/h、最速163km/hのストレートと140km/h台のスライダーが武器の速球派投手。稀にチェンジアップやツーシームなどの変化球も使用する。DeNAに所属していた2019年の一軍公式戦では、先発要員の投手より総投球回数が短い救援要員にもかかわらず、ストレートで奪った空振り三振数がNPB2位の56個にまで達した。来日当初は制球に難があるとされていたが、与四球率は年々改善されている。
前述したように、2019年6月9日の対西武戦で160km/h、2021年6月13日の対日本ハム戦で163km/hの球速が計測されたことによって、左投手によるNPB公式戦での最高球速記録を樹立している。

## 人物
- 愛称は「エスキー」[58]。
- DeNA移籍後は同僚の山﨑康晃から「男は黙って投げるだけ」という日本語を教わり、お立ち台に上がった際の決め台詞として定番となっている[59][60][61]。これはエスコバーが子どもの頃から母に言われていた「文句を言わずに黙って自分の仕事を全うしなさい」という教えから派生した言葉[38]。2022年4月26日の巨人戦ではシーズン初セーブを挙げ、本塁打を含む3安打を放った牧秀悟と共にお立ち台に上がると「オトコハ、ダマッテ、ナゲルダケ」と3度片言で繰り返し[62]、隣にいた牧も「男は、黙って、打つだけ」と呼応してファンを盛り上げた[63][64]。球団はこれを機に2人の「オトコハダマッテ」のオリジナルグッズを発売している[65]。

### 親族
- 実父のホセ・エスコバー（英語版）は元メジャーリーガー（内野手）、実弟のエルビス・エスコバー（投手）もマイナーリーグを経て2022年よりBCリーグ・福島レッドホープスに所属していた。
- 実父のホセは13年にわたるマイナーリーグ生活を経て、1991年にクリーブランド・インディアンスで遊撃手としてMLB公式戦にデビュー。メジャーリーガーとしての生活はこの年だけだったが[66]、インディアンス傘下のマイナーチームにアレックス・ラミレスが所属していた。当時新人だったラミレスによれば「ホセは素晴らしい遊撃手だった」という[67]。
- エスコバー自身は、日本ハム時代の2017年3月にオープン戦でDeNAと対戦した際に、DeNAのラミレス監督（当時）と初めて対面。自己紹介を兼ねて、前述したホセとの間柄を明かした。同年7月にDeNAへ移籍した際には「とにかく一生懸命（野球に）取り組みながら、野球を楽しめ」という表現で、ラミレスから激励を受けている[67]。
- 親族にもアメリカプロ球界の選手経験者が多く、2020年に東京ヤクルトスワローズへ所属していたアルシデス・エスコバー、ピッツバーグ・パイレーツ傘下に所属するビセンテ・カンポス、元メジャーリーガーのケルビム・エスコバーは、いずれもいとこに当たる[67]。ロナルド・アクーニャ・ジュニアも親族の1人[68]。
- エスコバー家からはホセを皮切りに、2018年の時点で16人以上のメジャーリーガーを輩出。エドウィンや現役のメジャーリーガーが全員ベネズエラに帰国する毎年12月には、4チームによるソフトボール大会を一家総出で開いているという[68]。
- 自身がDeNA、従兄弟のアルシデスがヤクルトに在籍していた2020年には、7月4日の対ヤクルト戦（神宮）5回裏にアルシデスとの対決がNPBの一軍公式戦で初めて実現（結果は154km/hのストレートで右飛）[69]、この年4度の対戦機会があったがすべて凡退に抑えている。もっとも、アルシデスがNPBの球団に所属していたのはこの年だけで、翌2021年からアメリカ球界へ復帰している[70]。

## 詳細情報

### 年度別投手成績
| 年 度    | 球 団    | 登 板 | 先 発 | 完 投 | 完 封 | 無 四 球 | 勝 利 | 敗 戦 | セ 丨 ブ | ホ 丨 ル ド | 勝 率 | 打 者 | 投 球 回 | 被 安 打 | 被 本 塁 打 | 与 四 球 | 敬 遠 | 与 死 球 | 奪 三 振 | 暴 投 | ボ 丨 ク | 失 点 | 自 責 点 | 防 御 率 | W H I P |
| -------- | -------- | ----- | ----- | ----- | ----- | -------- | ----- | ----- | -------- | ----------- | ----- | ----- | -------- | -------- | ----------- | -------- | ----- | -------- | -------- | ----- | -------- | ----- | -------- | -------- | ------- |
| 2014     | BOS      | 2     | 0     | 0     | 0     | 0        | 0     | 0     | 0        | 0           | ----  | 8     | 2.0      | 1        | 0           | 0        | 0     | 1        | 2        | 0     | 0        | 1     | 1        | 4.50     | 0.50    |
| 2016     | ARI      | 25    | 2     | 0     | 0     | 0        | 1     | 2     | 0        | 4           | .333  | 116   | 23.2     | 33       | 4           | 12       | 3     | 4        | 17       | 0     | 0        | 21    | 19       | 7.23     | 1.90    |
| 2017     | 日本ハム | 14    | 1     | 0     | 0     | 0        | 1     | 2     | 0        | 0           | .333  | 117   | 22.1     | 31       | 2           | 13       | 0     | 3        | 19       | 0     | 0        | 22    | 14       | 5.64     | 1.97    |
| 2017     | DeNA     | 27    | 1     | 0     | 0     | 0        | 1     | 3     | 2        | 7           | .250  | 147   | 34.0     | 33       | 4           | 11       | 0     | 1        | 33       | 1     | 0        | 15    | 13       | 3.44     | 1.29    |
| '17計    | DeNA     | 41    | 2     | 0     | 0     | 0        | 2     | 5     | 2        | 7           | .286  | 264   | 56.1     | 64       | 6           | 24       | 0     | 4        | 52       | 1     | 0        | 37    | 27       | 4.31     | 1.56    |
| 2018     | DeNA     | 53    | 0     | 0     | 0     | 0        | 4     | 3     | 0        | 13          | .571  | 223   | 53.0     | 47       | 4           | 22       | 3     | 2        | 54       | 0     | 0        | 24    | 21       | 3.57     | 1.25    |
| 2019     | DeNA     | 74    | 0     | 0     | 0     | 0        | 5     | 4     | 0        | 33          | .556  | 306   | 75.1     | 60       | 7           | 24       | 2     | 2        | 88       | 1     | 0        | 23    | 21       | 2.51     | 1.12    |
| 2020     | DeNA     | 56    | 0     | 0     | 0     | 0        | 1     | 4     | 0        | 17          | .200  | 217   | 54.0     | 39       | 3           | 17       | 2     | 4        | 58       | 0     | 0        | 15    | 14       | 2.33     | 1.04    |
| 2021     | DeNA     | 61    | 0     | 0     | 0     | 0        | 4     | 4     | 1        | 32          | .500  | 229   | 58.2     | 39       | 7           | 11       | 0     | 4        | 50       | 0     | 0        | 23    | 22       | 3.38     | 0.85    |
| 2022     | DeNA     | 70    | 0     | 0     | 0     | 0        | 4     | 2     | 2        | 34          | .667  | 268   | 63.1     | 48       | 4           | 29       | 2     | 5        | 51       | 0     | 0        | 17    | 17       | 2.42     | 1.22    |
| 2023     | DeNA     | 40    | 0     | 0     | 0     | 0        | 2     | 1     | 0        | 11          | .667  | 138   | 31.2     | 28       | 6           | 16       | 1     | 2        | 30       | 1     | 0        | 18    | 16       | 4.55     | 1.39    |
| MLB：2年 | MLB：2年 | 27    | 2     | 0     | 0     | 0        | 1     | 2     | 0        | 4           | .333  | 124   | 25.2     | 34       | 4           | 12       | 3     | 5        | 19       | 0     | 0        | 22    | 20       | 7.01     | 1.79    |
| NPB：7年 | NPB：7年 | 395   | 2     | 0     | 0     | 0        | 22    | 23    | 5        | 147         | .489  | 1645  | 392.1    | 325      | 37          | 143      | 10    | 23       | 383      | 3     | 0        | 157   | 138      | 3.17     | 1.19    |

- 2023年度シーズン終了時
- 各年度の太字はリーグ最高

### 年度別守備成績
| 年 度 | 球 団    | 投手（P） | 投手（P） | 投手（P） | 投手（P） | 投手（P） | 投手（P） |
| 年 度 | 球 団    | 試 合     | 刺 殺     | 補 殺     | 失 策     | 併 殺     | 守 備 率  |
| ----- | -------- | --------- | --------- | --------- | --------- | --------- | --------- |
| 2014  | BOS      | 2         | 0         | 0         | 0         | 0         | ----      |
| 2016  | ARI      | 25        | 3         | 3         | 0         | 0         | 1.000     |
| 2017  | 日本ハム | 14        | 4         | 6         | 1         | 1         | .909      |
| 2017  | DeNA     | 27        | 1         | 7         | 0         | 0         | 1.000     |
| '17計 | DeNA     | 41        | 5         | 13        | 1         | 1         | .947      |
| 2018  | DeNA     | 53        | 5         | 10        | 0         | 1         | 1.000     |
| 2019  | DeNA     | 74        | 4         | 10        | 3         | 0         | .824      |
| 2020  | DeNA     | 56        | 3         | 13        | 0         | 1         | 1.000     |
| 2021  | DeNA     | 61        | 5         | 7         | 2         | 0         | .857      |
| 2022  | DeNA     | 70        | 5         | 12        | 1         | 1         | .944      |
| 2023  | DeNA     | 40        | 3         | 11        | 0         | 1         | 1.000     |
| MLB   | MLB      | 27        | 3         | 3         | 0         | 0         | 1.000     |
| NPB   | NPB      | 395       | 30        | 76        | 7         | 5         | .928      |

- 2023年度シーズン終了時
- 各年度の太字はリーグ最高

### 記録

#### MLB
- オールスター・フューチャーズゲーム選出：1回（2014年）

#### NPB
初記録
投手記録
- 初登板・初先発登板：2017年4月2日、対埼玉西武ライオンズ3回戦（札幌ドーム）、4回1/3を5失点で敗戦投手
- 初奪三振：同上、1回表に浅村栄斗から空振り三振
- 初勝利：2017年5月14日、対千葉ロッテマリーンズ9回戦（東京ドーム）、5回表二死に2番手として救援登板、1/3回無失点
- 初ホールド：2017年8月12日、対阪神タイガース16回戦（横浜スタジアム）、7回表に3番手として救援登板、1回無失点
- 初セーブ：2017年10月3日、対中日ドラゴンズ24回戦（横浜スタジアム）、9回表に5番手で救援登板・完了、1回無失点

打撃記録
- 初打席：2017年7月12日、対広島東洋カープ14回戦（MAZDA Zoom-Zoom スタジアム広島）、5回表にクリス・ジョンソンから空振り三振

節目の記録
- 100ホールド：2021年10月3日、対読売ジャイアンツ23回戦（東京ドーム）、8回裏に2番手で救援登板、1回無失点 ※史上39人目[71]

その他の記録
- 同一年に2球団で勝利：2017年 ※史上9人目

### 背番号
- 71（2014年）
- 43（2016年）
- 42（2017年[16] - 同年7月6日）
- 62（2017年7月7日[20] - 2023年）
- 99（2025年[47][48] - ）